# Cratere Euler
Euler è un cratere lunare di 26,03 km situato nella parte nord-occidentale della faccia visibile della Luna, nella parte meridionale del Mare Imbrium.
La struttura più rilevante nelle vicinanze è il Mons Vinogradov a ovest-sudovest. Sono presenti diverse creste basse a sudovest, e questo cratere include i piccoli crateri Natasha e Jehan. A 200 km circa a est-nordest è presente il cratere Lambert.
Il cratere è dedicato al matematico svizzero Eulero.

## Crateri correlati
Alcuni crateri minori situati in prossimità di Euler sono convenzionalmente identificati, sulle mappe lunari, attraverso una lettera associata al nome.
| Euler | Coordinate            | Diametro (in km) |
| ----- | --------------------- | ---------------- |
| E     | 24°42′00″N 34°04′12″W | 6,1              |
| F     | 21°08′24″N 27°57′36″W | 5,27             |
| G     | 20°40′48″N 27°23′24″W | 4,1              |
| H     | 25°19′48″N 28°34′12″W | 3,93             |
| J     | 22°15′00″N 31°30′36″W | 3,71             |
| L     | 21°24′00″N 28°58′12″W | 3,91             |

I seguenti crateri sono stati rinominati dall'Unione Astronomica Internazionale:
- Euler K — Vedi cratere Jehan
- Euler P — Vedi cratere Natasha